# Unicorn
Unicorn is een geslacht van spinnen uit de  familie van de Oonopidae (dwergcelspinnen).

## Soorten
- Unicorn argentina (Mello-Leitão, 1940)
- Unicorn catleyi Platnick & Brescovit, 1995
- Unicorn chacabuco Platnick & Brescovit, 1995
- Unicorn huanaco Platnick & Brescovit, 1995
- Unicorn socos Platnick & Brescovit, 1995
- Unicorn toconao Platnick & Brescovit, 1995